# ボー・ハーン
ボー・ハーン（モンゴル語: Бөө хан Bö han, 中国語: 孛罕）とは、ウイグルの始祖伝承に登場する伝説上の君主である。史書では卜古可罕(「高昌王世勲碑」)、卜国(「駙馬高唐忠献王碑」)、孛汗(『皇輿西域図志』)、 بوقو تكين /Būqū Takīn(『世界征服者の歴史』)と表記され、原音はブク・カガン(Buqu Qaγan)であったと推測されている。「ボー・ハーン」を直訳すると「巫王(巫術の巧みな王)」となる。

## 概要
9世紀のウイグル可汗国崩壊以来、各地に逃れたウイグルの後裔は天山ウイグル王国、甘州ウイグル王国、カラハン朝、オングト部といった政権を樹立した。これらウイグルの系譜を継ぐ諸政権の王家は共通して「樹を母とし、樹液を吸って育った」ブク・カガンを始祖とする伝承を有していた。ブク・カガンに関する伝承は様々なバリエーションがあるが、アラー・ウッディーン・ジュヴァイニーの『世界征服者の歴史』は最も詳しく記述している：
「当時、カラコルムのトゥグラ川とセレンゲ川が合流する地点カムランジュ（ قملانجو Qamlānjū）には二本の木があった。二本の木の内一本はクスク、もう一本はトズと呼ばれており、二本の木の間には大きな塚があった。塚は日の光を浴びて日に日に大きくなり、これを見て驚いたウイグル族が見守っていると、やがて塚が開き中からテント状の5つの部屋が現れ、それぞれに一人の子供が座っていた。子供たちの口の前には管が延びて乳を与えており、テントの上には銀の網が延びていた。ウイグル族は5人の子供達を敬意を以て遇し、やがて子供達の中で最も優れていた五男のブク・テギン（ بوقو تكين Būqū Takīn）を推戴してカンとした」
ジュヴァイニーの語る「ブク・テギン」がボー・ハーンに相当し、このようなボー・ハーン伝承は形を変えて天山ウイグル王国・オングト部の始祖伝承で語られている。14世紀末、明朝の成立と大元ウルスの北遷(北元)を経てモンゴル高原西方ではドルベン・オイラト(オイラト部族連合)が成立し、ドルベン・オイラトではチョロース部出身のトゴン、エセンらが権力を握った。後世のモンゴル年代記はボー・ハーンが樹液を管から吸って育ったという伝承から、管(Čorγo)に由来する「チョロース」の名が生じたと述べている。チョロース及びチョロースから派生したジュンガル部、ドルベト部は天山ウイグル王国・オングト部と同じボー・ハーン伝承を有することからウイグル裔の一派、特にナイマン部の後身なのではないかと推測されている。

### 天山ウイグル王国
モンゴル帝国に仕えたバルチュク・アルト・テギンの家系について述べる『国朝文類』巻26「高昌王世勲碑」は『世界征服者史』とよく似た伝承を述べ、樹木より生まれた5人の息子の内、最も幼いブグ・カガン(卜古可罕)がバルチュク・アルト・テギンの始祖になったと記す。「高昌王世勲碑」と『世界征服者史』の記述と比べると、ボー・ハーンを生んだ樹木は一つである、5人の子供たちは樹木の間の塚ではなく樹木にできた瘤から生まれた、といった違いが存在する。

### オングト部
モンゴル帝国に仕えたアラクシ・ディギト・クリの家系について述べる『国朝文類』巻26「駙馬高唐忠献王碑」はアラクシ・ディギト・クリの始祖がブグイ(卜国)であったと記している。
「高昌王世勲碑」と「駙馬高唐忠献王碑」は『元史』を編纂する際の史料源となっており、これらを参照して作成された『元史』巻118列伝5阿剌兀思剔吉忽里伝と巻122列伝9巴而朮阿而忒的斤伝にも同様の記述が存在する。

### チョロース(ジュンガル・ドルベト)
17世紀以降に編纂されたモンゴル年代記の記すボー・ハーン伝承はモンゴル帝国時代のものよりやや変化しており、樹液を吸って育ったのはボー・ハーンでなくその息子ということになっている。
パラスの『モンゴル民族史料集』によると、ホイト部のヨボゴン・メルゲンは天を逐われた天女(Tänggrin)と結婚していたが、ある時天女はヨボゴン・メルゲンが出征している間にボー・ハーンと密通した。ヨボゴン・メルゲンが帰る前に男児を出産した天女はこれを樹の下に捨てたが、嗣子のいなかったボー・ハーンは男児を捜し出してオーリンダ・ブドゥンと名付けて後継ぎとした。オーリンダ・ブドゥンは樹の下で曲がった小枝を口に含み樹液を吸っていたが、その小枝が管(Zorros)に見えたためにオーリンダ・ブドゥンの子孫はチョロースと呼ばれた、という。
それ以前は存在しなかったホイト部のヨボゴン・メルゲンと天女についての言及が挿入された理由として、新参のチョロースの家系と本来の「オイラト部」の後裔であるホイト部の家系を結びつけることによってチョロースに箔をつけようとしたのではないかと考えられている。また、ドルベン・オイラト(オイラト部族連合)のことを「オーロト」とも呼称するが、「オーロト」という単語は「連れ子」「継父」「同母異父兄弟」といった熟語に派生する「オーロン(ölön)」の複数形であり、「オーロト」とは元々は天女を通じて異父兄弟の関係にあるホイト・チョロースの総称として用いられたのではないかと推測されている。